# فيروسات تالية
الفيروسات التالية (بالإنجليزية: Metaviridae)‏ هي عائلة من الفيروسات و التي تتواجد كينقولات خلفية في جينوم حقيقيات النوى المضيفة. وهي قريبة جدا من الفيروسات القهقرية : تشترك الفيروسات التالية مع الفيروسات القهقرية في العديد من أجزاء الجينوم، بما في ذلك الطول، التنظيم و الجينات نفسها. وهذا يشمل الجينات المشفرة للمنسخة العكسية، أنزيم المكمل و بروتينات القفيصة.